# Euxoa teleboa
Euxoa teleboa là một loài bướm đêm trong họ Noctuidae.